# Bovarismo

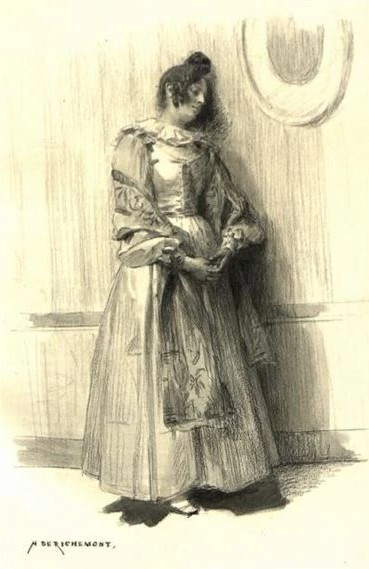
Emma Bovary. Ilustração de Alfred de Richemont para uma edição do romance de Gustave Flaubert, 1905.

Em termos psicológicos, o bovarismo consiste em uma alteração do sentido da realidade, na qual uma pessoa possui uma deturpada autoimagem, na qual se considera outra (de características grandiosas e admiráveis), que não é. Em termos mais gerais, o bovarismo faz referência ao estado de insatisfação crônica de um ser humano, produzido pelo contraste entre suas ilusões e aspirações  (que geralmente são desproporcionadas tendo em conta suas próprias possibilidades)  e a realidade frustrante. Pode ser caracterizada como uma forma de mitomania.
Essa designação de uma condição psicológica foi introduzida pelo filósofo francês Jules de Gaultier, em seu estudo Le Bovarysme, la psychologie dans l’œuvre de Flaubert (1892), no qual se refere ao romance Madame Bovary de Gustave Flaubert, de 1857, principalmente em sua protagonista, Emma Bovary, que se converteu no protótipo da insatisfação conjugal. Ainda que o termo "bovarismo" não seja reconhecido por alguns dicionários, este possui um uso relativamente frequente em obras ensaísticas, além de figurar em dicionários de psicologia. 